# Cuatro Torres (Santa Cruz de Tenerife)
Cuatro Torres es un barrio de la ciudad de Santa Cruz de Tenerife (Canarias, España), que se encuadra administrativamente dentro del distrito de Salud-La Salle. 
En el barrio se ubican lugares emblemáticos de la ciudad como son el Mercado de Nuestra Señora de África, el cementerio de San Rafael y San Roque —declarado Bien de Interés Cultural con la categoría de monumento en 2004—, o el rascacielos de la avenida del Tres de Mayo.
El barrio toma su nombre de cuatro torres metálicas que se construyeron en la zona en la década de 1910 y que formaban parte de la Estación Radiotelegráfica de Tenerife.

## Características
Cuatro Torres forma un trapecio cuyos lados son, al norte la avenida de San Sebastián, al este la avenida de José Manuel Guimerá, al sur la avenida del Tres de Mayo, y al oeste la calle de Los Molinos. Tiene una superficie total de 0,17 km², ubicados a apenas 1,1 kilómetros del centro de la ciudad y a una altitud media de 15 m s. n. m.
El barrio posee varias plazas públicas —Plza. Primero de Mayo y plza. El Cabo—, dos parques infantiles, varias entidades bancarias y cajeros automáticos, una farmacia, así como diversos comercios concentrados sobre todo en la avenida de José Hernández Alfonso. También se encuentran aquí el Mercado de Nuestra Señora de África, el Centro Comercial de igual nombre, el colegio CEIP Isabel la Católica, el antiguo cementerio de San Rafael y San Roque, y los aparcamientos subterráneos de El Mercado y del Centro Comercial Nuestra Señora de África.
Esta zona también concentra gran número de instituciones públicas, entre las cuales destacan el edificio de Usos Múltiples II, los juzgados de Lo Mercantil n.º 1 y de Lo Contencioso 1-2, la Administración Tributaria Canaria y las consejerías de Economía y Hacienda, y de Educación, Cultura y Deportes, las direcciones provinciales del Instituto de la Seguridad Social y de la Tesorería General de la Seguridad Social, así como el Consorcio de Tributos de la isla de Tenerife y la Escuela de Servicios Sanitarios y Sociales de Canarias.

## Demografía
| Año        | 2005  | 2006  | 2007  | 2008  | 2009  | 2010  |
| ---------- | ----- | ----- | ----- | ----- | ----- | ----- |
| Habitantes | 2.115 | 4.072 | 4.054 | 3.978 | 3.843 | 3.823 |

## Transporte público
El barrio posee una parada de taxi en la calle de José Hernández Alfonso, junto al Mercado de Nuestra Señora de África.
En guagua queda conectado mediante las siguientes líneas de Titsa: 
| Línea | Trayecto                                                                       | Recorrido                                                                                                   |
| ----- | ------------------------------------------------------------------------------ | --- |
| 014   | Santa Cruz - La Laguna (por La Cuesta)                                         | Recorrido                                                                                                   |
| 015   | Santa Cruz - La Laguna (Express)                                               | Recorrido                                                                                                   |
| 026   | Santa Cruz - La Laguna (por barrio La Salud y finca España)                    | Recorrido                                                                                                   |
| 101   | Santa Cruz - Puerto de la Cruz (por Carretera General)                         | Recorrido                                                                                                   |
| 102   | Santa Cruz - Aeropuerto Norte - Puerto de la Cruz (Express)                    | Recorrido                                                                                                   |
| 105   | Santa Cruz - Punta del Hidalgo (por La Laguna)                                 | Recorrido                                                                                                   |
| 107   | Santa Cruz - Buenavista del Norte (por Aeropuerto Norte)                       | Recorrido                                                                                                   |
| 108   | Santa Cruz - Icod de los Vinos (por Aeropuerto Norte)                          | Recorrido                                                                                                   |
| 126   | Candelaria - Guajara (Universidad) - H. U. La Candelaria - Intercambiador      | Recorrido                                                                                                   |
| 228   | Santa Cruz - Los Campitos (por La Cuesta)                                      | Recorrido (enlace roto disponible en Internet Archive; véase el historial, la primera versión y la última). |
| 231   | Intercambiador - La Gallega (Directo)                                          | Recorrido (enlace roto disponible en Internet Archive; véase el historial, la primera versión y la última). |
| 232   | Santa Cruz - El Cardonal - La Gallega                                          | Recorrido Archivado el 10 de abril de 2019 en Wayback Machine.                                              |
| 233   | Santa Cruz - El Cardonal - Finca España                                        | Recorrido                                                                                                   |
| 238   | Santa Cruz - San Matías (por Chamberí)                                         | Recorrido (enlace roto disponible en Internet Archive; véase el historial, la primera versión y la última). |
| 901   | Intercambiador - B. La Salud - Cuesta Piedra (por vía Bco. de Santos)          | Recorrido                                                                                                   |
| 902   | Intercambiador - Plaza Los Patos - Barrio Nuevo                                | Recorrido                                                                                                   |
| 906   | Intercambiador - Barrio La Salud (Cuesta Piedra)                               | Recorrido                                                                                                   |
| 908   | Intercambiador - Barrio de Ofra - Las Retamas - Intercambiador                 | Recorrido                                                                                                   |
| 912   | Intercambiador - Ifara - Los Campitos                                          | Recorrido                                                                                                   |
| 914   | Intercambiador - Plaza Weyler - C/ El Pilar - Plaza de España - Intercambiador | Recorrido                                                                                                   |
| 921   | Intercambiador - Avenida Reyes Católicos - Intercambiador                      | Recorrido                                                                                                   |
| 934   | Intercambiador - Taco - Santa María del Mar - Añaza - Intercambiador           | Recorrido                                                                                                   |
| 935   | Intercambiador - Urbanización Añaza - Alisios - Santa María del Mar            | Recorrido                                                                                                   |
| 936   | Intercambiador - Añaza - Santa María del Mar - Taco - Intercambiador           | Recorrido                                                                                                   |
| 937   | Santa Cruz (Intercambiador) - Taco - Tíncer - Cruce El Sobradillo              | Recorrido                                                                                                   |

## Lugares de interés

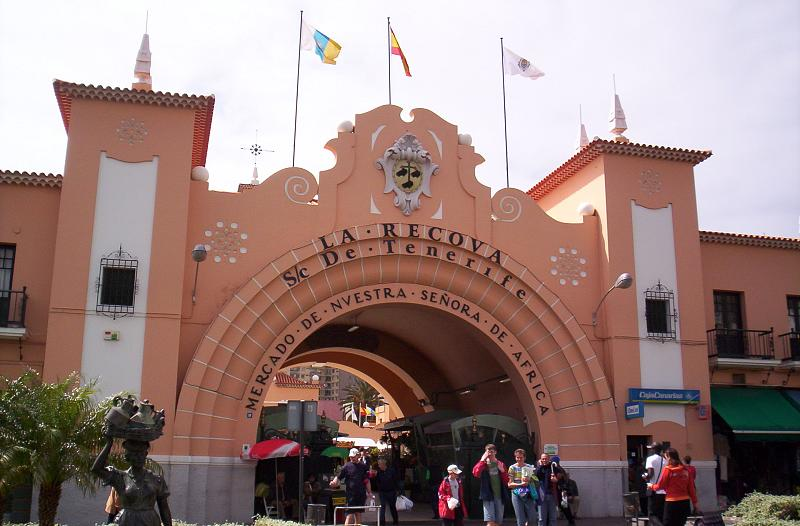
Entrada al Mercado de Nuestra Señora de África.

- Mercado de Nuestra Señora de África
- Cementerio de San Rafael y San Roque (BIC)
- Centro Comercial Nuestra Señora de África
- Rascacielos de la avenida del Tres de Mayo
- Edificio de Usos Múltiples II
- Sede de la Administración Tributaria Canaria
- Consejería de Economía y Hacienda
- Consejería de Educación, Cultura y Deportes
- Dirección Provincial del Instituto de la Seguridad Social
- Dirección Provincial de la Tesorería General de la Seguridad Social
- Consorcio de Tributos de Tenerife

## Galería

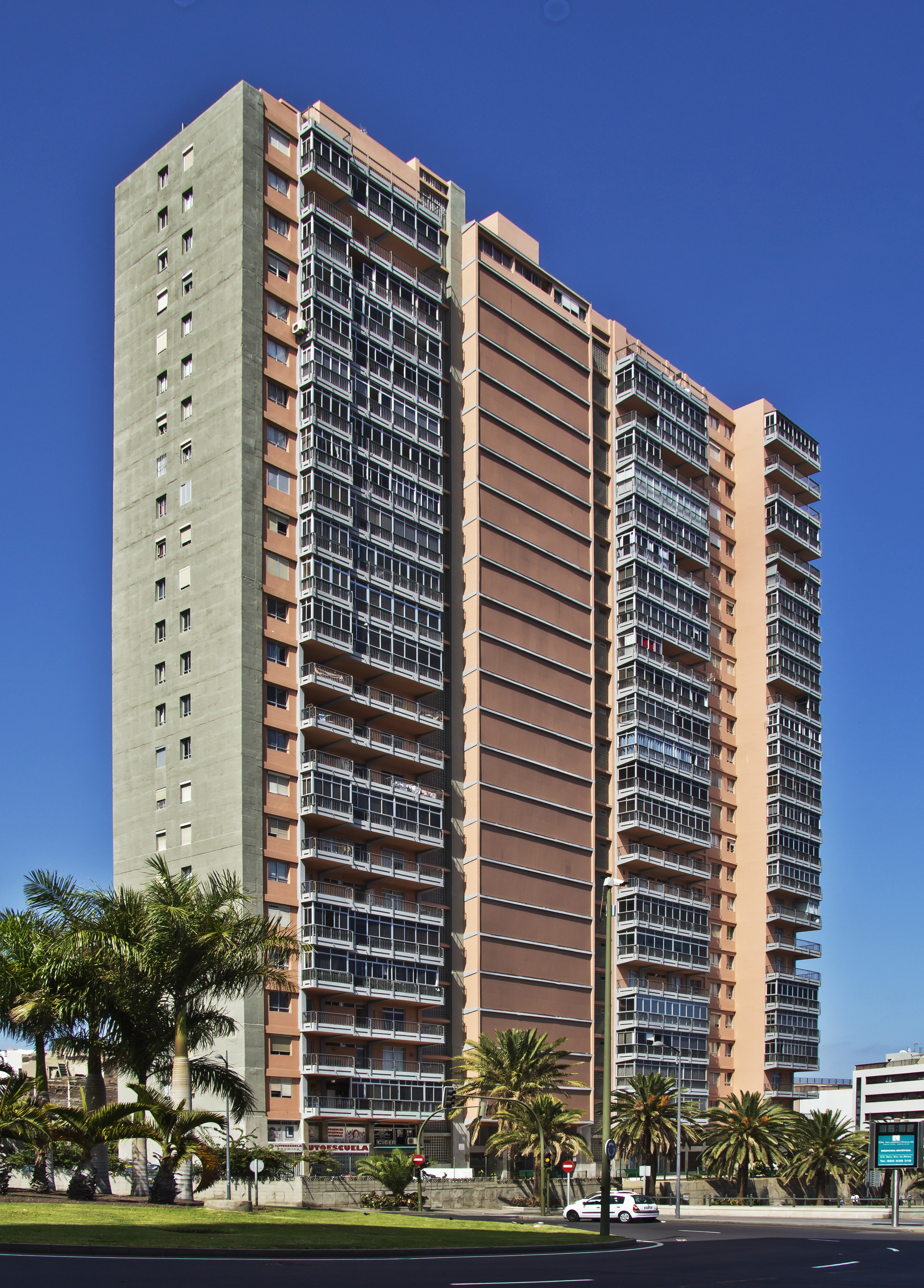
Rascacielos de la avda. del Tres de Mayo.
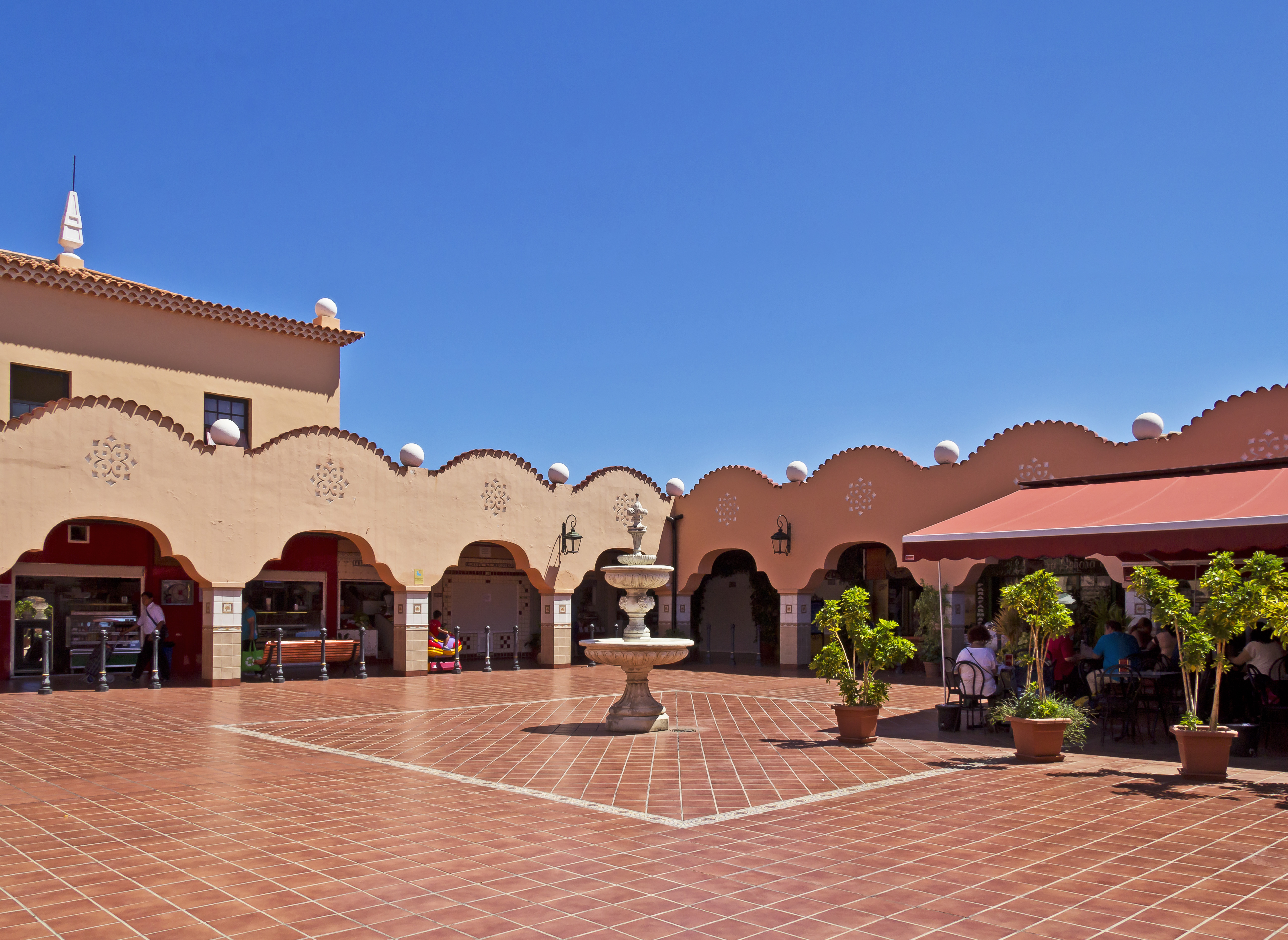
Patio interior del Mercado de Ntra. Sra. de África.
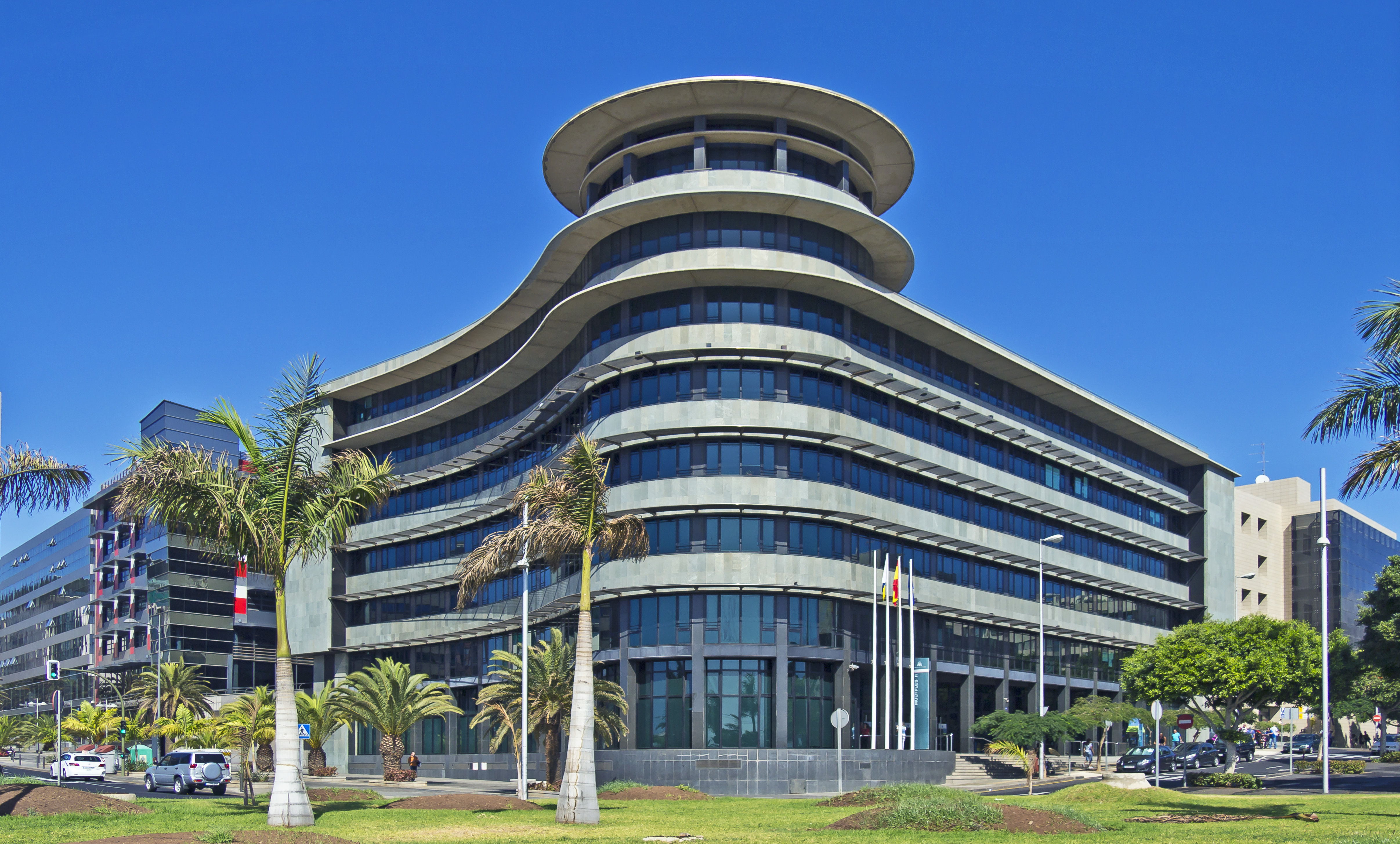
Edificio de Usos Múltiples II.
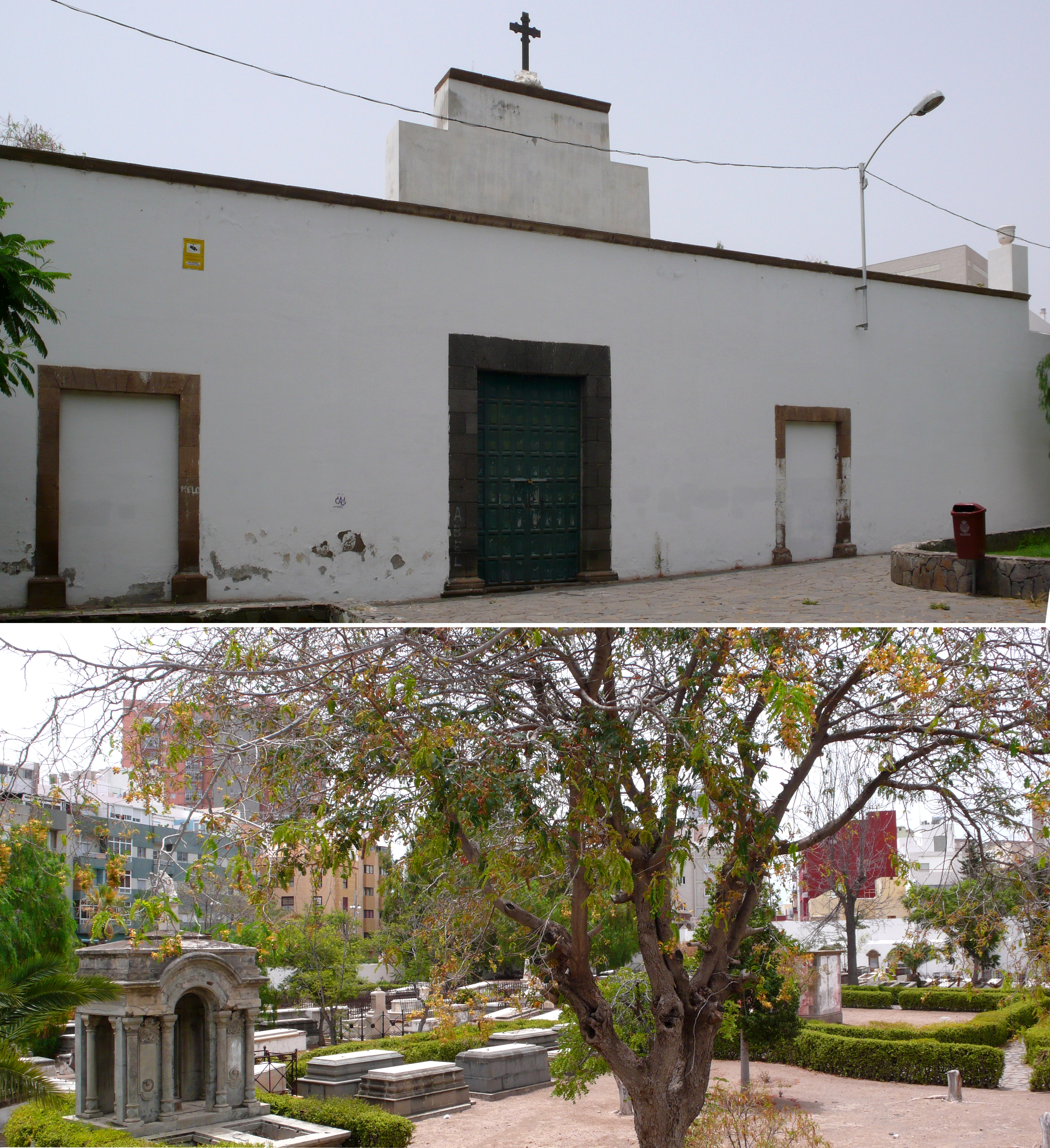
Fachada e interior del Cementerio de San Rafael y San Roque.